# 609 p.n.e.
| [ Edytuj tabelę ] |                                                                       |
| Król Asyrii       | - 612 p.n.e. Aszur-uballit II 609 p.n.e.                              |
| Król Babilonu     | - 626 p.n.e. Nabopolassar 605 p.n.e.                                  |
| Władca Chin       | - 613 p.n.e. Kuangwang 607 p.n.e.                                     |
| Władca Egiptu     | - 610 p.n.e. Necho II 595 p.n.e.                                      |
| Król Judy         | - 641 p.n.e. Jozjasz 609 p.n.e. - 609 p.n.e. Joachaz 609 p.n.e.       |
| Tyran Koryntu     | - 627 p.n.e. Periander 585 p.n.e.                                     |
| Król Lidii        | - 625 p.n.e. Sadyattes 609 p.n.e. - 609 p.n.e. Alyattes II 560 p.n.e. |
| Król Macedonii    | - 640 p.n.e. Filip I 602 p.n.e.                                       |
| Król Medów        | - 625 p.n.e. Kyaksares 585 p.n.e.                                     |
| Władca Persji     | - 640 p.n.e. Ariaramnes 595 p.n.e. - 640 p.n.e. Cyrus I 600 p.n.e.    |
| Król Rzymu        | - 617 p.n.e. Tarkwiniusz I 579 p.n.e.                                 |
| Władca Urartu     | - 620 p.n.e. Erimena 605 p.n.e.                                       |

Rok 609 p.n.e.
stulecia: VIII wiek p.n.e. ~
VII wiek p.n.e. ~
VI wiek p.n.e.

lata: 619 p.n.e. «
613 p.n.e. «
612 p.n.e. «
611 p.n.e. «
610 p.n.e. «
609 p.n.e. »
608 p.n.e. »
607 p.n.e. »
606 p.n.e. »
605 p.n.e. »
599 p.n.e.

## Wydarzenia
Bliski wschód
- lipiec – Bitwa pod Megiddo między Egiptem a Judą. Wskutek odniesionej rany zginął Jozjasz. Królem w Judzie obwołano Joachaza.
- wrzesień – Wojska egipskie wkroczyły do Mezopotamii w związku z trwającym oblężeniem Harranu.
- październik – Faraon Necho II, po detronizacji Joachaza, osadził na tronie Judy Jojakima. Nałożył też na ów kraj daninę w wysokości stu talentów srebra i jednego talentu złota.

## Zmarli
- Jozjasz, król Judy